# Kitartottság
A kitartottság a nemi erkölcs elleni bűncselekmények csoportjába tartozó bűncselekmény, a jogi tárgya a nemi kapcsolatoknak a társadalomban elfogadott rendje.

## A korábbi magyar szabályozás
Az 1961. évi V. törvény szerint „Aki üzletszerű kéjelgést folytató személlyel egészben vagy részben kitartatja magát, bűntettet követ el, és három évig terjedő szabadságvesztéssel büntetendő. Mellékbüntetésként kitiltásnak is helye van.”

## A hatályos szabályozás
A 2013. július 1-jétől hatályos szabályozás szerint „Aki prostitúciót folytató személlyel egészben vagy részben kitartatja magát, bűntett miatt három évig terjedő szabadságvesztéssel büntetendő.”

### Az elkövetési magatartás
A bűncselekmény elkövetési magatartása a kitartás. A kitartás eltartást jelent: a kitartásnak azonban negatív értékítélete van, mivel a kitartás üzletszerű kéjelgést folytató személyhez kapcsolódik. A kitartó és a kitartott között vagyoni jellegű viszony van, az anyagi juttatást a prostitúció fedezi. A kitartás anyagi jellegű és az az elkövető megélhetését szolgálja. Nem követi el a bűncselekményt az a személy, akinek eltartására az üzletszerű kéjelgést folytató személy valamely jogszabálynál vagy más jogos címen köteles (például eltartja az anyját, gyerekét stb.)

### A bűncselekmény alanya
Bárki lehet, kivéve, aki törvény vagy más jogos ok miatt eltartásra jogosult. A kitartott gyakran védelmezi vagy úgymond „futtatja” a prostituáltat (kitartott), a 'kitartó' köznapi elnevezése a strici.

### Joggyakorlat
- A Legfelsőbb Bíróság jogegységi határozata